# Province de Messine

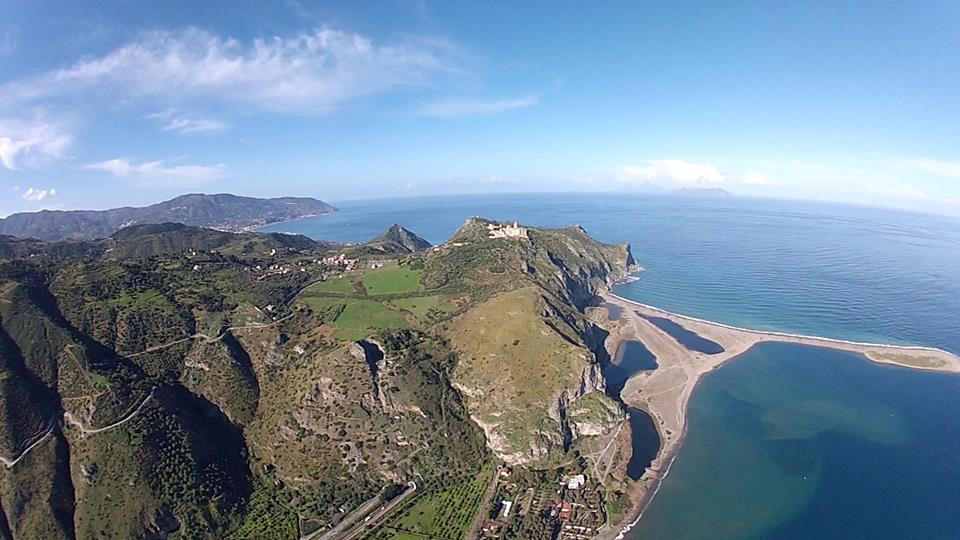
Tindari avec les lacs de Marinello.

La province de Messine (Pruvincia di Missina en sicilien) est une ancienne province italienne, en Sicile. Sa capitale provinciale est Messine.

## Géographie et démographie
La surface de la province est de 3 247 km2 (12,6 % de la surface de la Sicile), et sa population se monte à 662 450 (2001, 13 % de la population totale de l'île). Elle comprend 108 comuni.
La province comprend les Îles Éoliennes, faisant toutes partie de la commune de Lipari (sauf l'île de Salina). Son territoire est principalement montagneux à l'exception de quelques plaines alluviales à l'embouchure des différentes rivières. La plaine la plus grande se situe entre Milazzo et Barcellona Pozzo di Gotto, qui avec Messine, forment une aire urbaine d'environ 500 000 habitants, une des plus grandes de l'Italie méridionale. La majorité de la population se concentre sur les côtes depuis que les villes sur les collines ont été désertées au XIXe siècle.

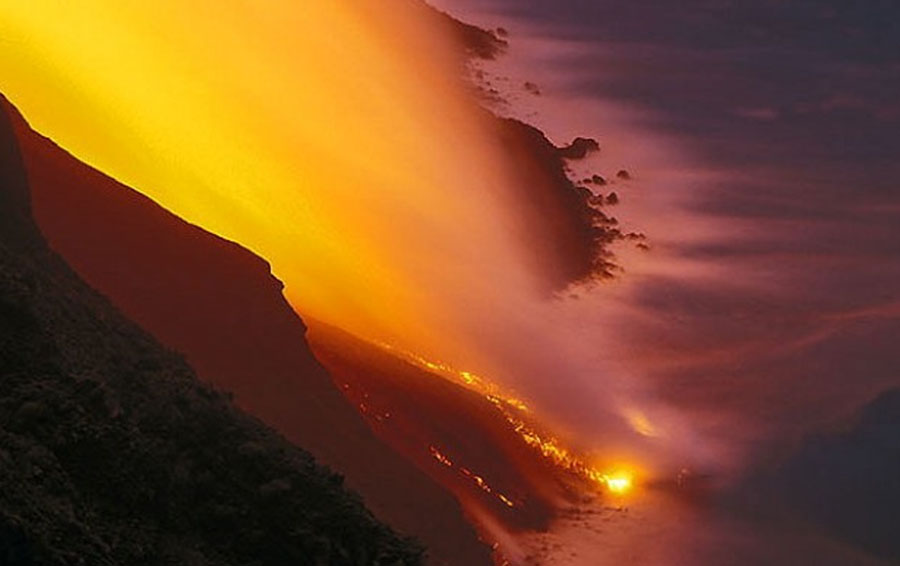
Île de Stromboli, Îles Éoliennes.

Les principales chaînes de montagnes sont les monts Peloritani (jusqu'à 1 300 m) et Nébrodes (jusqu'à 1 900 m), qui appartiennent à un parc naturel régional.

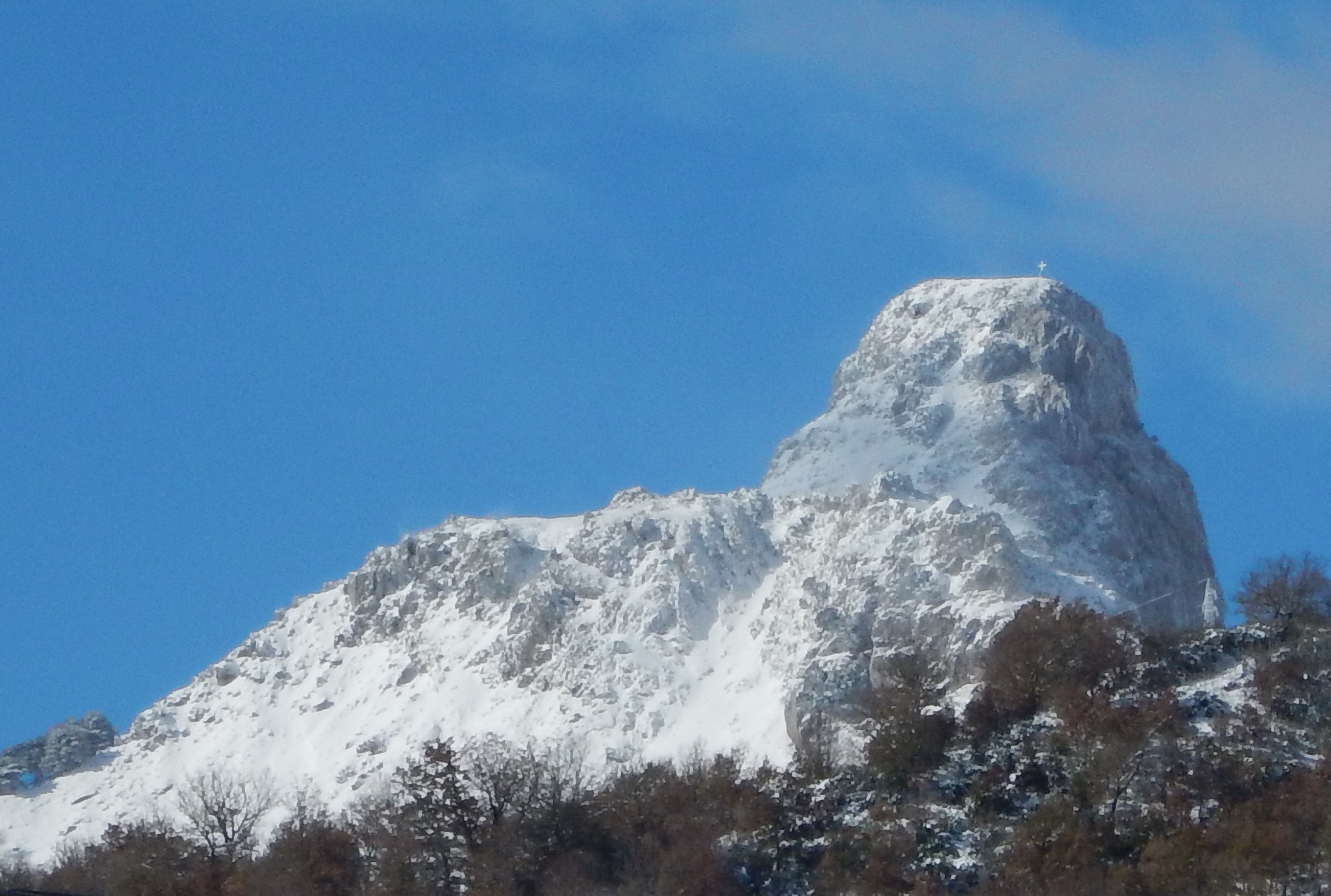
La Rocca Salvatesta (1340 m) de Fondachelli-Fantina, monts Peloritani.

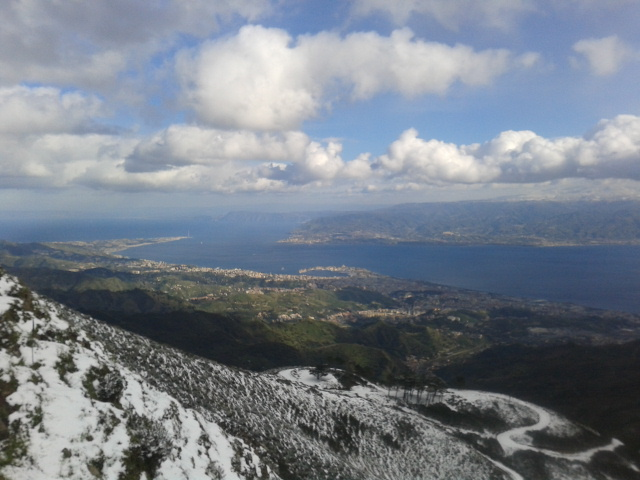
Le détroit de Messine vu de Monte Dinnammare.

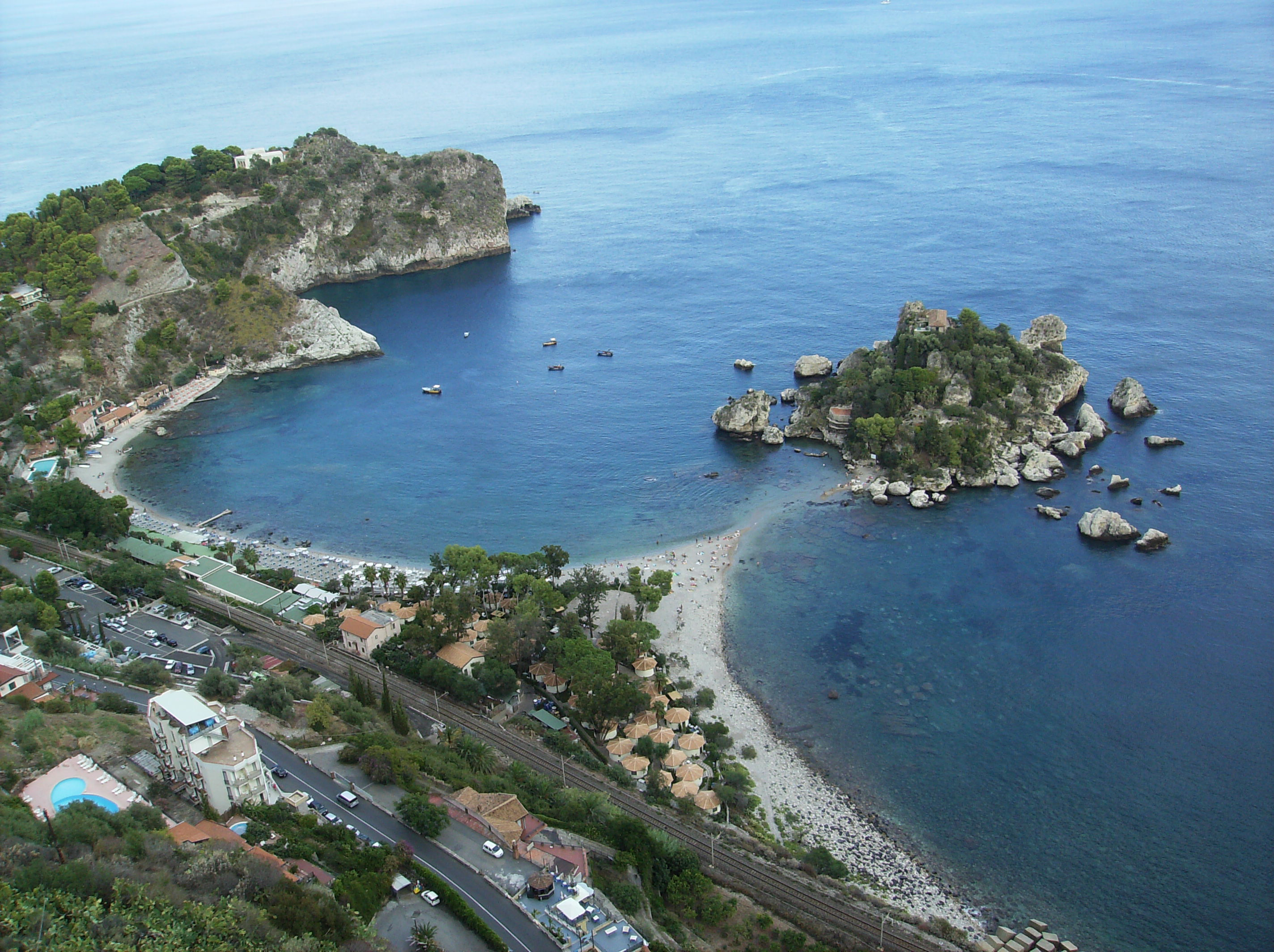
L'île Belle à Taormine.

Les rivières les plus remarquables sont l'Alcantara et le Pollina qui forme la frontière avec la province de Palerme à l'ouest.
Les principales communes par population sont :
| Commune                   | Population |
| ------------------------- | ---------- |
| Messine (Messina)         | 246 951    |
| Barcellona Pozzo di Gotto | 41 157     |
| Milazzo                   | 32 600     |
| Patti                     | 13 241     |
| Sant'Agata di Militello   | 13 026     |
| Capo d'Orlando            | 12 928     |
| Taormine (Taormina)       | 10 909     |
| Lipari                    | 10 782     |

Quelques autres communes de la province de Messine :
- Furci Siculo
- Malfa
- Mistretta
- Novara di Sicilia
- Pagliara
- Roccalumera
- Santa Marina Salina
- Santa Teresa di Riva
- Santo Stefano di Camastra
- Torregrotta
- Villafranca Tirrena

## Économie
La Patata novella di Messina (pomme de terre nouvelle de Messine) est une production de pommes de terre primeurs de la province de Messine classée comme « produit agroalimentaire traditionnel ».

## Administration
| Période                                  | Période | Identité                       | Étiquette | Qualité                                   |
| ---------------------------------------- | ------- | ------------------------------ | --------- | ----------------------------------------- |
| 1861                                     | 1862    | Antonio Mathieu                |           |                                           |
| 1862                                     | 1865    | Vittorio Zoppi                 |           |                                           |
| 1865                                     | 1865    | Lorenzo Valerio                |           |                                           |
| 1865                                     | 1865    | Celestino Reggio               |           |                                           |
| 1865                                     | 1865    | Guido Fortuzzi                 |           |                                           |
| 1865                                     | 1866    | Carlo Faraldo                  |           |                                           |
| 1866                                     | 1867    | Nicolo Cusa                    |           |                                           |
| 1867                                     | 1868    | Giuseppe Terelli               |           |                                           |
| 1868                                     | 1872    | Giulio Alessandro              |           | Baron de Rolland                          |
| 1872                                     | 1873    | Giacinto Scelsi                |           |                                           |
| 1873                                     | 1873    | Francesco Zironi               |           |                                           |
| 1873                                     | 1875    | Giuseppe Borghetti             |           |                                           |
| 1875                                     | 1876    | Giuseppe Colucci               |           |                                           |
| 1876                                     | 1876    | Giovanni De Lorenzo            |           |                                           |
| 1876                                     | 1878    | Domenico Tonarelli             |           |                                           |
| 1878                                     | 1879    | Nicola Petra                   |           | Duc de Vastogirardi, Marquis de Caccavone |
| 1879                                     | 1880    | Nicola De Luca                 |           |                                           |
| 1880                                     | 1884    | Andrea Calenda Di Taviani      |           | Noble                                     |
| 1884                                     | 1884    | Stefano De Maria Di Casalnuovo |           |                                           |
| 1884                                     | 1885    | Francesco Barnaba Fasce        |           |                                           |
| 1885                                     | 1885    | Giuseppe Sensales              |           |                                           |
| 1885                                     | 1887    | Francesco Brescia Morra        |           |                                           |
| 1887                                     | 1887    | Achille Serpieri               |           |                                           |
| 1887                                     | 1893    | Guglielmo Capitelli            |           | Comte de Capitelli                        |
| 1893                                     | 1893    | Leopoldo Pacini                |           |                                           |
| 1893                                     | 1894    | Vincenzo Arata                 |           |                                           |
| 1894                                     | 1894    | Pietro Bondi                   |           |                                           |
| 1894                                     | 1896    | Saladino Saladini              |           | Comte de Rovetino                         |
| 1896                                     | 1897    | Camillo Eugenio Garroni        |           |                                           |
| 1897                                     | 1897    | Giovanni Buraggi               |           | Comte de Buraggi                          |
| 1897                                     | 1897    | Francesco Emilio Serrao        |           |                                           |
| 1897                                     | 1899    | Domenico De Rosa               |           |                                           |
| 1899                                     | 1900    | Giovanni Cassis                |           | Marquis de Cassis                         |
| 1900                                     | 1905    | Francesco Emilio Serrao        |           | 2e fois                                   |
| 1905                                     | 1907    | Guglielmo Capitelli            |           | Comte de Capitelli, 2e fois               |
| 1907                                     | 1909    | Adriano Trinchieri             |           |                                           |
| 1909                                     | 1918    | Angelo Buganza                 |           |                                           |
| 1918                                     | 1919    | Giuseppe Masi                  |           |                                           |
| 1919                                     | 1920    | Gaetano Gargiulo               |           |                                           |
| 1920                                     | 1921    | Decio Samuele Cantore          |           |                                           |
| 1921                                     | 1921    | Alfredo Ferrara                |           |                                           |
| 1921                                     | 1921    | Enrico Palmieri                |           |                                           |
| 1921                                     | 1924    | Pietro Frigerio                |           |                                           |
| 1924                                     | 1926    | Ettore Porro                   |           |                                           |
| 1926                                     | 1927    | Bonaventura Graziani           |           |                                           |
| 1927                                     | 1928    | Ernesto Vitetti                |           |                                           |
| 1928                                     | 1930    | Agostino Guerresi              |           |                                           |
| 1930                                     | 1933    | Ruggero Lops                   |           |                                           |
| 1933                                     | 1935    | Michele Adinolfi               |           |                                           |
| 1935                                     | 1937    | Luigi Miranda                  |           |                                           |
| 1937                                     | 1940    | Tommaso Ciampani               |           |                                           |
| 1940                                     | 1943    | Angelo D'Eufemia               |           |                                           |
| 1943                                     | 1943    | Raffaello Radogna              |           |                                           |
| 1943                                     | 1943    | Federico Solimena              |           |                                           |
| 1943                                     | 1943    | Cipriano Cipriani              |           |                                           |
| 1943                                     | 1944    | Antonino Stancanelli           |           |                                           |
| 1944                                     | 1946    | Luigi Stella                   |           |                                           |
| Les données manquantes sont à compléter. |         |                                |           |                                           |